# Westley Laboucherie
Westley Laboucherie (sinh ngày 6 tháng 10 năm 1978) là một cầu thủ bóng đá người Mauritius hiện tại thi đấu ở vị trí tiền vệ cho Savanne SC. Anh có 2 lần ra sân cho Đội tuyển bóng đá quốc gia Mauritius năm 2002.